# 内田正徳
内田 正徳（うちだ まさのり）は、江戸時代後期から末期の大名。下総小見川藩の第8代藩主。小見川藩内田家11代。

## 生涯
文政13年（1830年）8月28日、第6代藩主・正容の次男として生まれる。嘉永4年（1851年）8月、兄で第7代藩主の正道が若死にしたため、養子として跡を継いだ。同年9月1日、将軍徳川家慶に拝謁する。同年12月16日従五位下主殿頭に叙任する。
嘉永6年4月、日光祭祀奉行を命じられる。嘉永7年、田安門番を命じられる。安政3年（1856年）、大坂城加番を命じられる。安政5、6年、田安門番を命じられる。安政7年3月15日、大番頭に就任する。文久2年（1862年）閏8月15日、軍艦奉行に就任する。しかし翌年5月20日に死去した。享年34。
弟の正縄が養子として跡を継いだ。

## 系譜
父母
- 内田正容（実父）
- 内田正道（養父）

正室
- 武田信之の娘

養子
- 内田正縄 ー 実弟